# Роберт III (король Шотландии)
Роберт III (англ. Robert III; 1330-е — 4 апреля 1406) — король Шотландии с 1390 года из династии Стюартов, старший сын короля Роберта II и его первой жены Элизабет Мур. С рождения и до коронации носил имя Джон Стюарт (англ. John Stewart). Первоначально носил титул «лорд Кайл». В 1363 году вместе с отцом и младшим братом участвовал в неудачном восстании против короля Давида II. В 1367 году Джон женился на племяннице жены короля, после чего отец в том же году передал ему титул графа Атолла, а Давид II в 1368 году присвоил ему титул графа Каррика, который он сам носил в качестве наследника шотландского престола.
После смерти Давида II его отец под именем Роберта II стал королём Шотландии, а Джон, получивший под управление наследственные владения Стюатов и наследственную должность главного стюарда Шотландии был признан наследником шотландского престола. Первоначально он помогал отцу в управлении страны, особенно Южной Шотлнандии, а также играл ведущие роли в войне с Англией и в англо-шотландской дипломатии, но в 1384 году провёл политический переворот, фактически отстранив отца от власти, будучи назначенным хранителем Шотландии. В 1388 году в битве при Оттерберне погиб главный союзник Джона — Джеймс Дуглас, 2-й граф Дуглас, не оставивший детей. В разгоревшемся споре о наследстве Дугласов Джон поддержал претензии на него брата своей жены, чем оттолкнул от себя ряд сторонников, которые стали поддерживать претензии на власть его младшего брата — Роберта, графа Файфа. Кроме того, хранитель стал «немощным» в результате полученной им физической травмы. В результате в декабре 1388 года брат отстранил Джона от власти, сменив его на должности хранителя Шотландии. Хотя после смерти отца Джон под именем Роберта III стал новым королём, власть осталась в руках графа Файфа.
Поздние хронисты объясняют смену имени новым королём как способ избежать сравнения с неудачными правлениями других королей, носившими имя Джон (Иоанн): Иоанна I Баллиола в Шотландии, Иоанна I и Иоанна II, Иоанна Безземельного в Англии. Кроме того, сторонники Брюсов и Стюартов в XIV веке всячески принижали притязания на шотландский трон Иоанна Баллиола, поэтому смена имени Джоном на «Роберт III» позволило обойти неудобный вопрос о том, кто первым из шотландских королей носил имя Иоанн.
Новому королю удалось частично вернуть власть в 1393 году, однако в 1399 году его вновь отстранили от власти. Сначала королевством управлял его старший сын и наследник Давид, герцог Ротсей, но в 1401 году власть вновь перешла к брату короля Роберту, который к тому моменту получил титул герцога Олбани, который поместил своего племянника в заключении, где он и умер в 1402 году при подозрительных обстоятельствах. Роберт III в этот период не имел никаких возможности вмешиваться в дела королевства, практически всё время проводя в своих родовых поместьях. Опасаясь за судьбу единственного оставшихся в живых сына, будущего короля Якова I, монарх тайно отправил его на корабле во Францию, но по дороге тот был захвачен английскими пиратами и передан английскому королю Генриху IV, в плену у которого пробыл до 1424 года. По сообщению шотландского хрониста Уолтера Боуэра, полученное известие о пленении сына разбило сердце Роберта III, который вскоре после этого умер.

## Происхождение

Герб Стюартов — стюардов Шотландии

Будущий король, получивший при крещении имя Джон, происходил из шотландского рода Стюартов, имевшего бретонское происхождение. Его предки были наследственным управляющими Доля в Бретани. Один из них, Алан Фиц-Флаад, оказался на службе у английского короля Генриха I. Потомки его старшего сына Уильяма, Фицаланы остались в Англии, получив позже титул графов Арундел, а третий сын, Уолтер Фиц-Алан, около 1136 года поступил на службу к шотландскому королю Давиду I, став к концу его правления королевским дапифером (стюардом) (лат. dapifer regis Scotie). Эта должность стала передаваться по наследству потомкам Уолтера и в XIII веке получила название «стюард Шотландии» (лат. senescallus Scotie), что демонстрирует её высокий статус и значимость в национальном масштабе. Кроме того, во время правления королей Давида I и Малькольма IV Стюарты получили обширные владения в Ренфрушире, северную половину Кайла (центральной частью Айршира), а также крупные поместья в Берикшире, Роксбургшире и Хаддингтоншире. Глава семьи был одним из самых могущественных баронов в Шотландии. Центром владений Стюартов был замок Ренфру. В XIII веке представители рода стали использовать фамилию «Стюарт» (англ. Stewart), адаптировав название должности. В это время Стюарты играли заметную роль в национальной политике. После смерти короля Александра III Джеймс Стюарт был одним из шести хранителей Шотландии.
С середины XIII века Стюарты находились в тесном союзе с родом Брюсов, поддерживая их во время Первой войны за независимость Шотландии. В начале XIV века Уолтер Стюарт (около 1296 — 1327) стал одним из ближайших соратников короля Роберта I Брюса. В 1314 году он командовал одним из шотландских отрядов в битве при Бэннокбёрне, а в 1315 году женился на Марджори Брюс, дочери короля. В этом браке родился будущий король Роберт II.
Поскольку у короля Роберта I долгое время не было сыновей, его единственный внук мужского пола вскоре после рождения стал рассматриваться в качестве одного из возможных наследников престола. 3 декабря 1318 года король признал своего одноимённого внука наследником шотландского престола, если он сам не сможет произвести мужского потомства. Хотя в 1324 году Элизабет де Бург, вторая жена Роберта I, родила мальчика — будущего короля Давид II, Роберт Стюарт, к тому моменту унаследовавший после смерти отца должность стюарда Шотландии, был признан шотландским парламентом в качестве наследника престола, если Давид умрёт без потомства. После возобновления в 1330-е годы войны с Англией он был важной фигурой в королевстве, дважды становясь хранителем (регентом) Шотландии (в 1334—1335 и 1338—1341 годах). Только после возвращения в Шотландию Давида II в 1341 году Роберт перестал быть правителем королевства, однако продолжал оставаться наследником бездетного дяди.
В 1330-е годы Роберт женился в первый раз. Его избранницей стала Элизабет Мур, дочь айрширского землевладельца Адама Мура из Роваллана. Прошло почти 10 лет брака и у них родилось несколько детей, когда супруги решили обратиться к папе, чтобы получить разрешение на брак. Оно было выдано 22 ноября 1347 года и позволило узаконить всех родившихся до этого детей задним числом. Иоанн Фордунский указывает, что Роберт и Элизабет провели официальную церемонию бракосочетания в 1349 году. С. Бордман полагает, что проблемы с официальным заключением брака могли возникнуть из-за сложной политической ситуации в Шотландии в 1330-е годы, когда король Давид II находился в изгнании, а юный Роберт оставался старшим королевским родственником в Шотландии, стремившимся к скорому браку, а получение папского разрешения в этот период было усложнено.
Старшим из сыновей был Джон. Кроме него до совершеннолетия дожили ещё трое сыновей, родившихся в этом браке: Уолтер, который женился между 21 июля 1360 года и 21 июля 1361 года на Изабелле, наследнице Дункана, графа Файфа, но умерший, вероятно, в конце 1362 года (не позже 10 января 1363 года), не оставив наследников; Роберт, граф Файф, который в 1398 году получил титул герцога Олбани; Александр, граф Бьюкен, лорд Росс и Баденох. Кроме того, в первом браке родилось минимум 5 дочерей, браки которых играли важную роль в политике их отца.
Элизабет, мать Джона, умерла не позже 1355 года. В мае того же года Роберт получил папское разрешение на брак с Ефимией Росс, вдовствующей графини Морей, сестрой Уильяма, графа Росса, и вдовой Джона Рэндольфа, графа Морей, погибшего в 1346 году в битве при Невиллс-Кросс. С Бордмэн указывает, что согласно современным исследованиям именно права второй жены будущего короля на Морей могли привести к тому, что под его контроль перешёл Баденох. Кроме того, установленные династические связи с Уильямом, графом Россом, оказались достаточно важными для проводимой в 1360-е годы политики. В этом браке родилось двое сыновей, Давид Стюарт, граф Стратерн и Кейтнесс, и Уолтер Стюарт, граф Атолл, а также минимум 2 дочери.

## Молодые годы
Точный год рождения Джона неизвестен. С. Бордман относит его рождение к середине или концу 1330-х годов: предполагается, что Роберт, третий по старшинству сын Роберта II, в момент смерти в сентябре 1420 года имел возраст более 80 лет, поэтому он должен был родиться около 1340 года.
Впервые в источниках Джон появляется в 1350-е годы, когда он был одним из лидеров шотландского вторжения в Аннандейл, в результате которого область вернулась под власть шотландской короны. В первые месяцы 1363 года он, титулованный как лорд Кайл, вместе с отцом и братом Робертом играл одну из ведущих ролей в восстании против Давида II, в котрром также участвовали двое других шотландских магнатов — Уильям, граф Дуглас, и Патрик, граф Марч.
Спровоцировали мятеж несколько факторов, прежде всего предполагаемое нецелевое использование монархом средств, собранных для оплаты его выкупа за освобождение в 1357 году из английского плена (вместо этого они были направлены на поддержание расходов королевского двора), а также возможностью того, что ряд влиятельных дворян королевства, включая Роберта Стюарта и графа Дугласа, могут быть отправлены в Англию в качестве заложников, гарантирующих оплату. Кроме того, проводимая королём политика представляла угрозу территориальным интересам шотландских магнатов, а которым также не нравился предполагаемый брак Давида II на давней любовнице Маргарет Драммонд. Однако 4 мая Роберт первым из восставших подчинился королю, вновь принеся присягу верности, получив угрозу исключения из списка наследников, если вновь её нарушит.
Как до, так и после восстания 1363 года бездетный Давид II не желал видеть в качестве наследника племянника, Роберта Стюарта, отношения с которым у него были напряжённые, поэтому активно предлагал иные кандидатуры. Ещё находясь в английском плену, король пытался добиться самостоятельно освобождения, в том числе предлагая в качестве своего наследника на случай отсутствия у него сыновей Джона Гонта, одного из сыновей английского короля Эдуарда III. В марте 1352 года он был освобождён под честное слово, чтобы представить эти предложения шотландскому парламенту, однако тот их отклонил, в результате чего король был вынужден вернуться в плен в Лондон, а наследником продолжил считаться Роберт Стюарт. После подавления восстания 1363 года Давид II начал переговоры с Эдуардом III о внесении поправки к условиям выкупа, прописанным в договоре 1357 года. Судя по источникам, он вновь был готов предложить изменения в условия наследования шотландского престола. В марте 1364 года шотландский парламент обсудил, очевидно, одобренную королём схему, по которой Эдуард III признавался его преемником в случае смерти Давида II без законных наследников, а в обмен английский король отменял выплаты и другие уступки англичанам. Однако данный проект был отклонён. В результате Роберт Стюарт сохранил положение предполагаемого наследника престола, хотя его отношения с королём продолжали оставаться плохими. 

Герб Джона Стюарта, графа Каррика

По мнению С. Бордмена, споры между Давидом II и Стюартами по поводу наследования трона, а также вопросы, связанные с продвижением к власти родственников королевы Маргарет, прекратились после брака Джона Стюарта с её Аннабеле Драммонд. В марте 1366 года к папе был отправлен запрос о получении разрешения. Сам брак был заключён не позже 31 мая 1367 года, когда Роберт передал сыну и его жене графство Атолл. А 22 июня 1368 года король сделал собственный вклад в наследство Джона, предоставив ему и Аннабелле графство Каррик. Поскольку ранее Каррик был частью родовых владений Брюсов, а сам Давид II до восхождения на престол в 1329 году носил титул графа Каррика в качестве наследника шотландского трона, данным пожалованием, по мнению С. Бордмена, он признавал нового графа наследником. Историк считает, что таким образом король нашёл более тонкий способ справится с вероятностью наследования престола его племянником, которая с каждым новым годом вырастала, создав новую потенциальную линию наследования. Давид II мог ожидать, что Джон Стюарт будет политически более благосклонен к его сторонникам, чем его отец. Поскольку Роберт Стюарт был старше своего дяди-короля, при королевском дворе, возможно, надеялись, что именно его старший сын станет королём после смерти Давида II. В пользу этой версии, по мнению Бордмена, говорит и тот факт, что старшие сын и дочь, родившийся у пары, были названы в честь короля и королевы — Давид и Маргарет.
Новая угроза перспективам Стюарта наследовать шотландский престол возникла в 1369 году, когда Давид II в надежде произвести наследника решил аннулировать свой брак с бездетной королевой Маргарет. В дальнейшем он намеревался жениться на своей любовнице Агнес Данбар, сестре Джона Данбара, графа Марча. Однако брак так и не состоялся, поскольку в разгар подготовке к свадьбе 22 февраля 1371 года Давид II неожиданно умер в Эдинбургском замке, после чего отец Джона унаследовал престол под именем Роберта II.

## Наследник Шотландского престола
Коронация Роберта II состоялась 27 марта 1371 года в Скуне. К этому моменту король передал свои родовые владения вокруг Ферт-оф-Клайд, известные как «Стюартри» (англ. Stewartry) своему старшему сыну Джону. В день коронации Роберт II назвал графа Каррика, ставшего теперь ещё и стюардом Шотландии, наследником шотландского престола, потребовав у собравшихся магнатов и прелатов признать того в этом качестве, пообещав защищать его права.
В начале XIV века Роберт I установил принцип, согласно которому для защиты интересов королевства, особенно для защиты от опасности возвращения прав на престол к наследнице, король имеет право изменить порядок наследование королевства. Позже Давид II пытался предложить несколько новых схем наследования престола, но все они были отвергнуты парламентом. Уточнение порядка престолонаследование, которое сделал в 1371 году Роберт II, продолжило эту традицию, отражая общую политику нового короля, направленную на минимизацию возможностей для династических и политических споров. С. Бордман полагает, что монарх после смерти Давида II, возможно, столкнулся с противодействием по вопросу наследования им трона. Возможно, что находясь в достаточно преклонном возрасте при восхождении на престол и желая избежать споров о престолонаследии после своей смерти, Роберт II предпринял шаг по одобрению своего наследника Джона тремя сословиями. Кроме того, данным способом он окончательно снял все сомнения по поводу статуса детей, родившихся в его первом браке и легитимизированных задним числом в 1346—1347 годах.
В 1373 году порядок наследования престола был ещё уточнён. Возможно, что это было связано с тем, что у Джона к тому моменту рождались только дочери, а сыновей не было. В итоге 4 апреля собравшийся в Скуне парламент одобрил урегулирование порядка наследования престола путём создания списка перехода наследования по мужской линии, указав в нём 5 сыновей короля, рождённых в двух браках. Хотя данный документ и подтвердил, что граф Каррик находится на первом месте в очереди на трон, но фактически аннулировал возможность получения престола его дочерьми. Право наследования короны детьми Джона и Аннабелы было обеспечено только в 1378 году, когда родился его первый сын Давид, будущий герцог Ротсей.
После получения отцом шотландской короны Джон стал играть всё большую роль в управлении королевством, особенно в землях, лежащих к югу от Форта. В начале 1372 года Роберт II назначил сына констеблем Эдинбургского замка и шерифом Эдинбурга. Кроме того, граф Каррик постепенно утвердился в качестве ведущей фигуры в военных действиях против Англии и дипломатии. Он контролировал, когда шотландские отряды отправлялись в поход, выступал в качестве представителя шотландской короны при проведении дипломатических переговоров о перемирии. В июне 1381 года Джон назвал себе «королевским лейтенантом в походах». Его влияние в регионе подкреплялось связями с женатым на его сестре Джеймсом Дугласом, сыном Уильяма, графа Дугласа, наследовавшего отцу в 1384 году. Позже Джон выдаст замуж своих дочерей за других ведущих представителей рода Дугласов — Арчибальда Дугласа, лорда Галлоуэя, и Джеймса, сына и наследника Джеймса Дугласа из Далкита. Кроме того, граф Каррик поддерживал тесные связи с приграничными шотландскими дворянами, которые участвовали в малозаметных, но достаточно упорных англо-шотландских пограничных войнах, которые были характерны для периода после смерти в 1377 году английского короля Эдуарда III.

## Хранитель Шотландии
В начале 1380-х годов граф Каррик, которому уже было больше 40 лет, судя по источникам, всё больше разочаровывался как в долголетии короля, так и в его управлением Шотландией. В этот период начинается возрастающее соперничество между отцом и сыном за контроль над правительством и королевской политикой. С. Бордман считает, что, возможно, именно с этой борьбой связано убийство 4 ноября 1382 года сэра Джона Лайона, камергера Шотландии и приближённого короля, сэром Джеймсом Линдси, одним из соратников графа Каррика. К 1384 году разногласия между королём и наследником усилились настолько, что Джон предприял против отца политические действия, из-за которых Роберт II фактически был отстранён от престола. Формальным основанием стало общее недовольство монархом по двум конкретным вопросам: его неспособность обуздать бесчинства третьего сына Александра, графа Бьюкена и лорда Баденоха и Росса, который был королевским наместником в Северной Шотландии, а также неспособность выступить военным лидером в англо-шотландской войне. В ноябре в Холируде собрался королевский совет, на котором Роберт II был вынужден передать контроль над управлением Джону, назначенному хранителем короевства.
Правление графа Каррика ознаменовалось обострением войны с Англией. В июле 1385 года шотландцы совместно с французским экспедиционным корпусом под командованием Жана де Вьенна вторглись в Северную Англию, однако результатов экспедиция не принесла. В ответ английский король Ричард II лично возглавил опустошительный рейд в Южную Шотландию. В течение двух последующих лет крупномасштабный конфликт был предотвращён серией продлеваемых перемирий, однако летом 1388 года шотландцы вновь предприняли серию мощных набегов в Северную Англию. 5 августа шотландский отряд под командованием графа Дугласа был перехвачен у Оттерберна английской армией под командованием Генри Перси. В последующем сражении шотландцам удалось одержать победу, однако граф Дуглас был убит.
Гибель самого влиятельного союзника графа Каррика значительно ослабила его позиции в Южной Шотландии. Проблема усугубилась тем, что у графа Дугласа не было детей, что спровоцировало серьёзную борьбу между его родственниками за его наследство. В ней Джон решил поддержать своего шурина Малькольма Драммонда, который был женат на Изабелле Дуглас, сестре покойного графа. Однако этим он оттолкнул от себя нескольких дворян, которые ранее были ключевыми фигурами среди его союзников. Среди них были Арчибальд Дуглас, граф Галлоуэя, и Джеймс Дуглас из Далкита, у которых были свои претензии на наследство Дугласов. В итоге уже через несколько недель после битвы при Оттеберне они перенесли свою поддержку на Роберта, графа Файфа, младшего брата и политического соперника Джона.
Кроме междоусобиц внутри Дугласов, из-за которых снизилось политическое влияние Джона, он в этот период  стал ещё и физически недееспособен: его случайно лягнула лошадь, в результате чего он стал хромым, но последствия его травмы могли оказаться и более серьёзными. В итоге 1 декабря 1388 года во время заседания королевского совета, проходившего в Эдинбурге, граф Каррик был вынужден отказаться от должности хранителя в пользу младшего брата — Роберта, графа Файфа. Последний жаловался, что из-за «немощи» Джона в течение некоторого времени в управлении королевством наблюдались недостатки.
Новый хранитель оказался проницательным, эффективным и популярным управленцем. Он сразу же удовлетворил претензии Арчибальда Дугласа на графство Дуглас, отказав в них Малькольму Драммонду, а также предпринял решительные действия на севере королевства против брата, Александра, графа Бьюкена, лишив его королевских должностей и подорвав его власть над манорами.

## Король Шотландии

### Вступление на трон
19 апреля 1390 года умер король Роберт II. Хотя Джон и был к тому моменту признанным наследником престола, его в 1388 году признали неспособным управлять королевством. Его же брат Роберт, граф Файф, наоборот показал себя успешным хранителем Шотландии. Кроме того, те магнаты, которые процветали в то время, когда регент был у власти, в частности, Арчибальд, 3-й граф Дуглас, не были настроены позволять графу Каррику вернуться к власти, вернув после смерти отца неограниченные полномочия. По мнению С. Бордмена, вероятно, именно споры о том, какими полномочиями после смерти Роберта II должны обладать его сыновья, граф Каррик и граф Файф, привели к задержке коронации, которая состоялась только 14 августа в Скуне. Несмотря на то, что Джон, взявший тронное имя Роберта III, стал теперь королём, его брат продолжал выступать в качестве хранителя королевства. Историк полагает, что, возможно, именно этим фактом объясняются жестокие нападения на королевские бурги Элгин и Форрес, которые в мае и июне 1390 года совершил Александр, граф Бьюкен, заклятый соперник в Северной Шотландии своего старшего брата — графа Файфа.
Поздние хронисты объясняют смену имени новым королём как способ избежать сравнения с неудачными правлениями других королей, носившими имя Джон (Иоанн): Иоанна I Баллиола в Шотландии, Иоанна I и Иоанна II, Иоанна Безземельного в Англии. Кроме того, сторонники Брюсов и Стюартов в XIV веке всячески принижали притязания на шотландский трон Иоанна Баллиола, поэтому смена имени графа Каррика на «Роберт III» позволило обойти неудобный вопрос о том, кто первым из шотландских королей носил имя Иоанн.

### Проблемы центральной власти

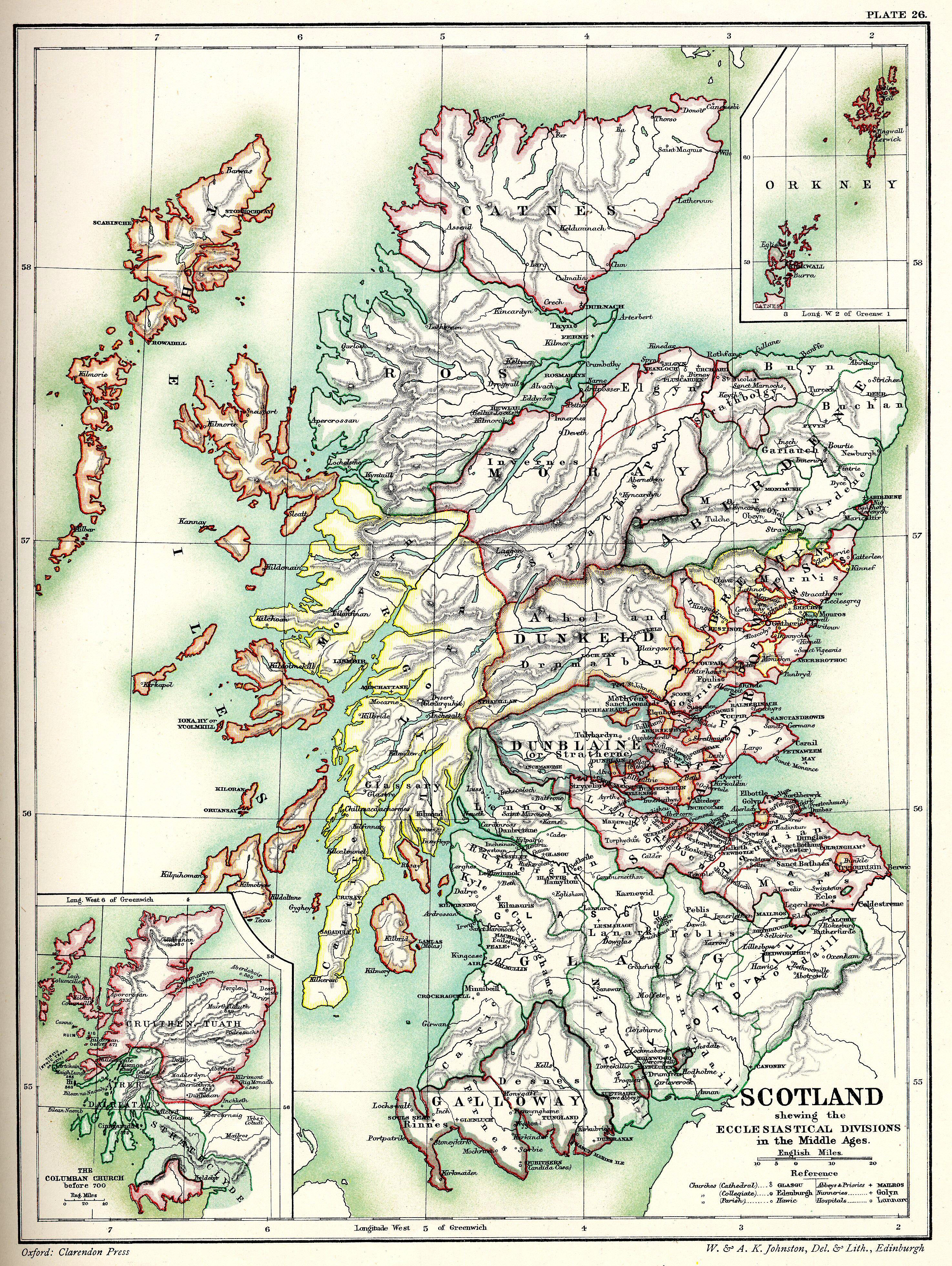
Шотландия около 1400 года

Правление Роберта III традиционно рассматривается как апогей шотландской королевской власти в период позднего средневековья. В историографии его рассматривают как слабого и неэффективного монарха, который допустил растрату королевского престижа и ресурсов и не смог обуздать политические амбиции таких «слишком могущественных» магнатов, как граф Файф и графы Дуглас, допустив тем самым политические беспорядки, насилие и нестабильность. Хронист Уолтер Боуэр, который писал свою работу в 1440-е годы, указывал, что во время правления Роберта III было 

много разногласий, распрей и драк среди магнатов и ведущих людей, потому что король, будучи телесно немощным, нигде не имел власти.
Оригинальный текст (англ.)a great deal of dissension, strife and brawling among the magnates and the leading men, because the king, being bodily infirm, had no grip anywhere.
— Bower, 8.63
Кроме того, именно в его правление крупная шотландская армия в 1402 году потерпела одно из самых унизительных поражений от англичан в битве при Хомильдон-Хилле, во время которой погибли или попали в плен десятки видных шотландских дворян. У историков не вызывает сомнения, что Роберт III был физически немощным монархом, который не был способен быть энергичным и сильным правителем. Поскольку он был признан неспособным самостоятельно управлять Шотландией, в течение всех 16 лет его правления королевскую власть осуществляли хранители или наместники королевства, назначаемые парламентом или королевским советом. С учётом влияния и власти, которой обладали хранители королевства, трудно выделить, какую собственную политику проводил король, а также его взгляды на разные области государственной деятельности.
Однако более современные исследования изменили оценку правления Роберта III, подчёркивая те трудности, с которыми он столкнулся, взойдя на трон. Преклонный возраст, физические недуги, а также испытанное им в 1388 году политическое унижение вкупе с последующим влиянием на правительство его брата, графа Файфа, привели к жёстким ограничениям на возможность восстановить и укрепить личный авторитет. При этом его восшествие на престол совпало с глубоким экономическим спадом и денежным кризисом, который привёл к обесцениванию шотландской монеты. Подобные факторы сильно ограничили возможности Роберта III к восстановлению личной власти с помощью финансового покровительства, а также усилили конкуренцию среди шотландской аристократии за доступ к оставшимся королевским доходам от таможни. Во внешней политике Роберт III поддерживал сложившийся франко-шотландский союз, избегая при этом крупномасштабных конфликтов с английской короной. В 1393—1399 годах, единственном периоде его правления, когда в королевстве не был назначен хранитель или королевский наместник, Шотландия, судя по источникам, находилась в более-менее стабильных и дружественных отношениях с английским королём Ричардом II. Но даже если подобная политика и была личной инициативой Роберта III, она закончилась в 1399 году, когда к власти в Англии пришёл Генрих IV, низложивший своего предшественника. С учётом того, что в том же году шотландского короля вновь отстранили от власти, по мнению С. Бордмана, вряд ли его можно считать ответственным за ту агрессивную политику, которая привела королевство к военной катастрофе 1402 года.
С. Бордмен на основании анализа современных исторических исследований делает вывод, что вряд ли стоит рассматривать длительные и неоднократные периоды, когда вместо Роберта III Шотландией управляли хранители, как свидетельство упадка и неэффективности королевской власти в стране и способности высшей аристократии затмевать или игнорировать короля. По его мнению, назначение регента для управления королевством было способом, с помощью которого в целом обладающее высокой ответственности общество пыталось сохранить в королевстве единство, управление и властные институты тогда, когда король был неспособен выполнять свои обязанности, при этом не прибегая к свержению монарха или политическому насилию над ним.

### Временное восстановление королевской власти в 1393—1399 годы
Спустя какое-то время после коронации Роберту удалось частично восстановить своё влияние на управление королевством. Для этого он начал использовать в качестве активного участника королевского правительства своего старшего сына и наследника Давида, графа Каррика. В итоге в феврале 1393 года опека над королём была прекращена. Однако, хотя формально Роберт III и вернул себе полноту власти, в действительности граф Файф продолжал управлять королевством совместно с братом и графом Карриком. При этом существуют свидетельства, которые говорят о том, что в 1393—1397 годах король стал играть более активную роль в стране. Так зимой 1395/1396 годов он решительно аннулировал брак графа Каррика с Элизабет Данбар, дочерью графа Марча, который был заключён без королевского согласия. 28 сентября 1396 года Роберт III лично надзирал над знаменитым боем на холме к северу от Перта между кланами Кай и Квеле, каждый из которых был представлен 30 бойцами. Данное мероприятие было призвано уменьшить беспорядки в центральной части Хайленда.
Именно в этот период вновь проявилось враждебное отношение короля к Арчибальду, графу Дугласу, и его сторонникам. 24 мая 1397 года Роберт III заключил брачный контракт, по которому Джордж Дуглас, за которым был признан титул графа Ангуса, незаконнорождённый сын Уильяма, 1-го графа Дугласа, и Маргарет, графини Мар и Ангус, должен был жениться на одной из его собственных дочерей. При этом он пообещал поддержать попытку зятя вернуть часть наследства Дугласов, которое удерживал союзник Арчибальда Дугласа — Джеймс Дуглас из Далкита. В результате вмешательства короля к 1398 года между графом Ангусом и Дугласами из Далкита произошёл серьёзный конфликт.
Несмотря на вспышки активности и личные инициативы Роберта III, его правление после 1393 года стало вызывать постоянные жалобы, прежде всего на его неспособность справиться с беспорядками в Северной и Западной Шотландии. Недовольство королём достигло апогея в 1398 году, когда на собравшемся совете в Перте ему открыто были высказаны претензии по его роли в управлении Шотландией. Основной темой, которая там рассматривалась, была организация летней военной кампании против Дональда, лорда Островов, и его братьев в западном и центральном Хайленде. При этом руководство королевской армией было поручено наследнику и брату короля, которые 28 апреля получили герцогские титулы: граф Каррик — герцога Ротсея, граф Файф — герцога Олбани. Повышение статуса ближайших родственников Роберта III, а также их роль в качестве лидеров королевской армии, которая должна была отправиться в поход летом, по мнению С. Бордмена указывает на его дальнейшую маргинализацию.
В январе 1399 года на новом заседании совета против короля и его чиновников были выдвинуты обвинения в неправльном управлении. В итоге на 3 года управление королевством было поручено герцогу Ротсею, получившего должность наместника королевства, и совету из 21 человека, который возглавил герцог Олбани. А сам Роберт III был полностью отстранён от любых значимых ролей в королевстве.

### Последние годы

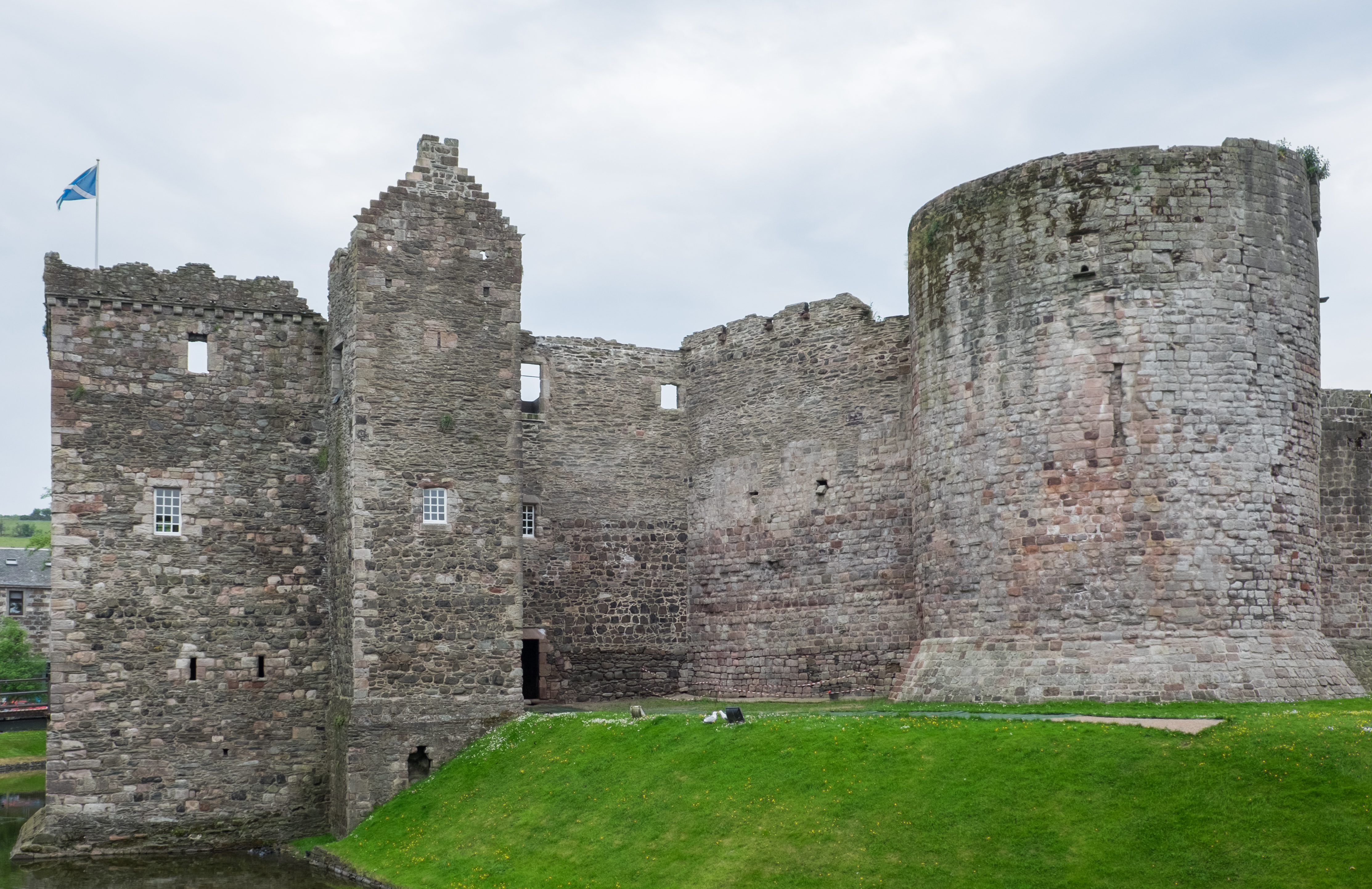
Замок Ротсей — родовое владение Стюартов, в котором умер Роберт III

После 1399 года и до самой смерти Роберт III практически не принимал никакого участие в политической жизни Шотландии. Основное время он проводил в своих родовых поместьях в Стюартри. Когда в 1401 году между его сыном и братом вспыхнул конфликт, он никак не смог в него вмешаться. В итоге герцог Олбани, ставший новым наместником королевства, заключил юного племянника в Фолклендский замок, где тот и умер между 25 и 27 марта при подозрительных обстоятельствах. Ходили слухи, что герцога Ротсея по приказу регента королевства уморили голодом, сам он и его сторонники утверждали, что принц умер естественной смертью. Хотя королевский совет, собравшийся в мае 1402 года, официально оправдал герцога Олбани, объявив, что наследник умер «по воле Бога», а ни как иначе, в более поздних хрониках и литературных произведениях за ним укрепилась репутация архитипичного «злого дяди».
После смерти старшего сына Роберт III фактически оказался в изгнании в Стюартри, а вся власть в королевстве принадлежала герцогу Олбани, который в мае 1402 года был назначен наместником королевства, а в 1404 году его полномочия были вновь продлены на 2 года.
В 1404 году влияние Роберта III немного усилилось, когда его второй сын Джеймс (будущий король Яков I), ставший теперь наследником престола и получивший титул графа Каррика, стал центральной фигурой для преданных королю людей в королевской администрации. Монарх стал регулярно появляться в Эдинбурге и Линлитгоу, оказывая поддержку территориальным претензиям приближённым сынам, особенно сэру Давиду Флеммингу, ставшего одним из главных советников юного принца. Однако 14 февраля 1406 года тот был убит сэром Джеймсом Дугласом из Балвени в Лонг Эрминстон Мур. Это убийство, а также осознание того, что его собственное здоровье ухудшается, вероятно, способствовало решению шотландского монарха тайно отправить графа Каррика во Францию. С. Бордмен считает, что попытка передать Джеймса под опеку французского короля указывает на то, что больной король и его советники пытались не допустить попадание юного наследника престола под опеку герцога Олбани, который был самым вероятным хранителем Шотландии после смери Роберта III.
Однако королевский план по вывозу наследника во Францию потерпел крах, поскольку его корабль 22 марта 1406 года был захвачен в море английскими пиратами, передавшими юного принца английскому королю Генриху IV. Вскоре после этого 4 апреля Роберт III умер в замке Ротсей на острове Бьют. Хотя король к тому моменту уже был болен, хронист Уолтер Боуэр утверждает, что тот умер от разрыва сердца от полученного известия о пленении сына:

Услышав вестника, он внутренне содрогнулся; его дух сразу ослабел, силы его тела иссякли, лицо побледнело, и в своем горе он больше не ел, пока не испустил дух перед своим создателем.
Оригинальный текст (англ.)He was moved inwardly in his heart on hearing the messenger; his spirit failed directly, the strength of his body dwindled, his face grew pale, and in his grief he ate no more food until he breathed out his spirit to his creator.
— Bower, 8.63
Роберт III был похоронен в аббатстве Пейсли, хотя Боуэр сообщает, что Роберт однажды сказал королеве Аннабелле, что, не желает, чтобы его память была увековечена великолепным памятником, он 

предпочел бы быть похороненным в могиле, чтобы моя душа была спасена в день Господень,
Оригинальный текст (англ.)should prefer to be buried in a midden, so that my soul may be saved in the day of the Lord
— Bower, 8.65
и что он выбрал для своей эпитафии: 

Здесь лежит худший из королей и самый жалкий из людей во всем королевстве.

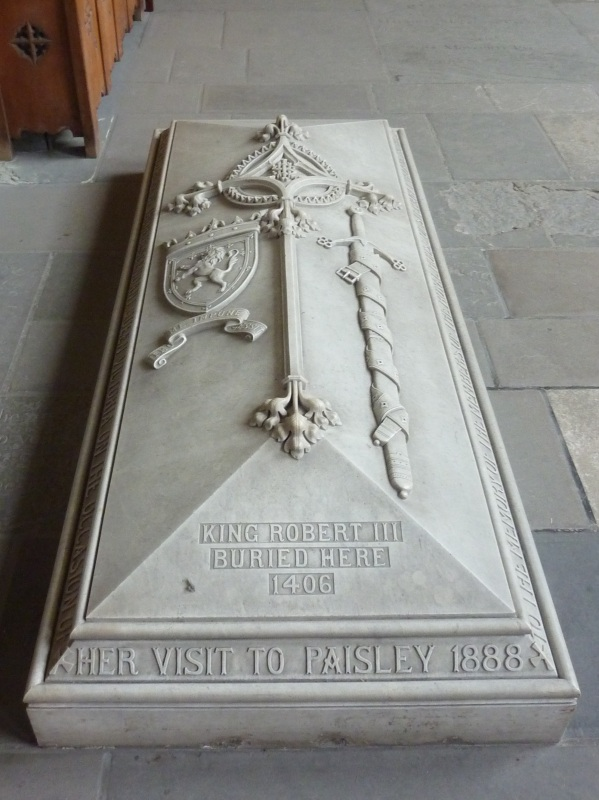
Могила Роберта III

Оригинальный текст (англ.)Here lies the worst of kings and most wretched of men in the whole kingdom.
— Bower, 8.65

## Наследство
У Роберт III в браке с Аннабелой Драммонд родилось минимум трое сыновей и четыре дочери. Умерший при его жизни старший сын, Девид, герцог Ротсей, женившийся на Мэри Дуглас, дочери Арчибальда, 3-го графа Дугласа, детей не оставил. Второй сын, Роберт, умер в детском возрасте в 1393 году. Третий же сын, Джеймс, родившийся в 1394 году, наследовал отцу под именем Якова I. Однако период 1406—1424 года он провёл в английском плену. Он был убит 20 февраля 1437 года, оставив единственного сына Якова II. Своих трёх из четырёх дочерей король выдал замуж за представителей шотландской знати. Кроме того, у Роберта III было минмум двое незаконнорождённых сына.
В связи с тем, что наследник Роберта III оказался в английском плену, в июле 1406 года хранителем королевства был назначен герцог Олбани. Он управлял Шотландией до самой смерти, которая наступила 3 сентября 1420 года. После этого его сменил старший сын Мердок, который управлял королевством до апреля 1424 года, когда Яков I наконец получил свободу и вернулся домой. А 25 мая 1425 года бывший хранитель по приказу короля был казнён.

## Браки и дети

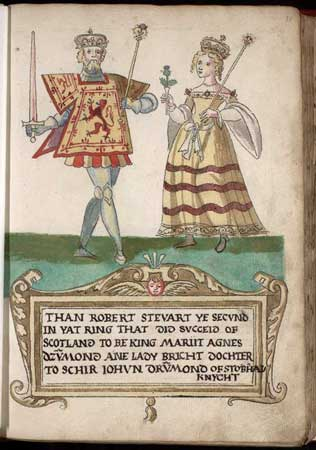
Роберт III и королева Аннабела. Миниатюра 1562 года

Жена: с 1366/1367 год Анабелла Драммонд (около 1350 — 1401), дочь Джона Драммонда из Стобхола. Дети:
- Давид Стюарт (14 октября 1378 — 26 марта 1402),  граф Каррик с 1390 года, герцог Ротсей и граф Атолл с 1398 года[7].
- Маргарет Стюарт (умерла в 1450/1456); муж: ранее 1390 года Арчибальд Дуглас (около 1370 — 17 августа 1424), 4-м граф Дуглас с 1400 года[7].
- Мэри (Мария) Стюарт (умерла после 1458); 1-й муж: с 24 мая 1397 года (контракт) Джордж Дуглас (1378/1380 — 1402), 1-й граф Ангус с 1397 года; 2-й муж: с 1404 года Джеймс Кеннеди из Данера (погиб до 8 сентября 1408); 3-й муж: с 13 ноября 1413 года Уильям Грэм из Кинкардина (умер в 1424); 4-й муж: с 1425 года Уильям Эдмонстон из Каллодена (умер в 1460)[7].
- Элизабет Стюарт (умерла до  1411); муж: с 1378/1387 Джеймс Дуглас из Далкита (около 1373/1374 — до 22 мая 1441), барон Далкит с 1420 года, 1-й лорд Далкит[7][8].
- Роберт Стюарт (умер после 8 февраля 1393)[7].
- Эгидия Стюарт (умерла после 1417)[7].
- Яков I (декабрь 1394 — 21 февраля 1437), герцог Ротсей в 1404—1406 годах, король Шотландии с 1406 года[7].

Кроме того, у Роберта III было двое незаконнорождённых детей от разных любовниц, неизвестных по имени:
- Джеймс Стюарт из Кирбрайда (умер после 1400)[7].
- Джон Стюарт из Ардгована и Блэкхолла (умер после 1403), родоначальник рода Шоу-Стюарт[7].